# Sunn O)))
Sunn O))) (gesprochen: [sʌn]) ist eine US-amerikanische Drone-Doom-Band.

## Geschichte
Mitte der 1990er gründete das Duo Stephen O’Malley und Greg Anderson die Band Mars in Los Angeles als Tribut-Band zur amerikanischen Gruppe Earth. Inspiriert wurden sie von den frühen Veröffentlichungen der Melvins und besonders dem Debütalbum Earth 2 von Earth.
Die ersten Veröffentlichungen des Duos unter dem Bandnamen Sunn O))), The Grimmrobe Demos und ØØ Void, wurden 2000 aus dem Label Double H Noise Industries, einem Sublabel von Hydra Head Records, veröffentlicht.
Der gewählte Bandname bezieht sich auf den Verstärkerhersteller Sunn. Die schriftliche Darstellung des Namens der Gruppe geht auf das Logo zurück, welches hinter dem Schriftzug „Sunn“ von einem Zentrum ausgehende Wellen darstellen soll. Das Logo ist eine Imitation der Bild-/Wortmarke des Verstärkerherstellers.
Bereits 1998 gründeten O’Malley und Anderson das experimentelle Doom-Metal-Label Southern Lord, das spätere Alben von Sunn O))), Nebenprojekten und Inspirationen wie Earth, Goatsnake und Khanate veröffentlichte. Mit ihrem dritten Album Flight of the Behemoth nahm die Gruppe Percussion und Gesang in ihren Klang auf und begann somit eine kreative Entwicklung, die sich mit White 1 2003 und White 2 2004 fortsetzte. Seit White 1 kooperiert das Duo regelmäßig mit dem Mayhem-Sänger Attila Csihar. Ebenso seit 2004 veröffentlicht die Gruppe Aufnahmen von Auftritten, die häufig in limitierter Auflage erscheinen. So veröffentlichte das Duo 2004 The Libations of Samhain und Live White, 2005 Solstitium Fulminate als Teil einer limitierten Black-One-Special Edition 2006 La Mort Noir, 2008 Dømkirke und 2011 Agharti Live 09-10.
Mit dem ein Jahr nach White 2 erschienenen Black vermengte Sunn O))) den Klang der frühen Veröffentlichungen mit Elementen elektronischer Musik. Mit dem 2006 erschienenen Album Altar begann die Band fortlaufende Kooperationen mit anderen Musikern der Avantgarde und des Extreme Metals, nach diesem Projekt mit der japanischen Band Boris kooperierte die Band unter anderem mit Earth, Nurse With Wound, Ulver und Scott Walker. Das von Kritikern besonders gelobte Monoliths & Dimensions erschien 2009. Spätestens seit diesem Album galten Sunn O))) als erfolgreichste und bekannteste Gruppe des Genres. Im Jahr 2015 dann erschien mit Kannon ein weiteres Studioalbum der Gruppe. Diesmal ein Konzeptalbum zum spirituellen und kulturellen Hintergrund der titelgebenden buddhistischen Gottheit der Barmherzigkeit.

## Stil

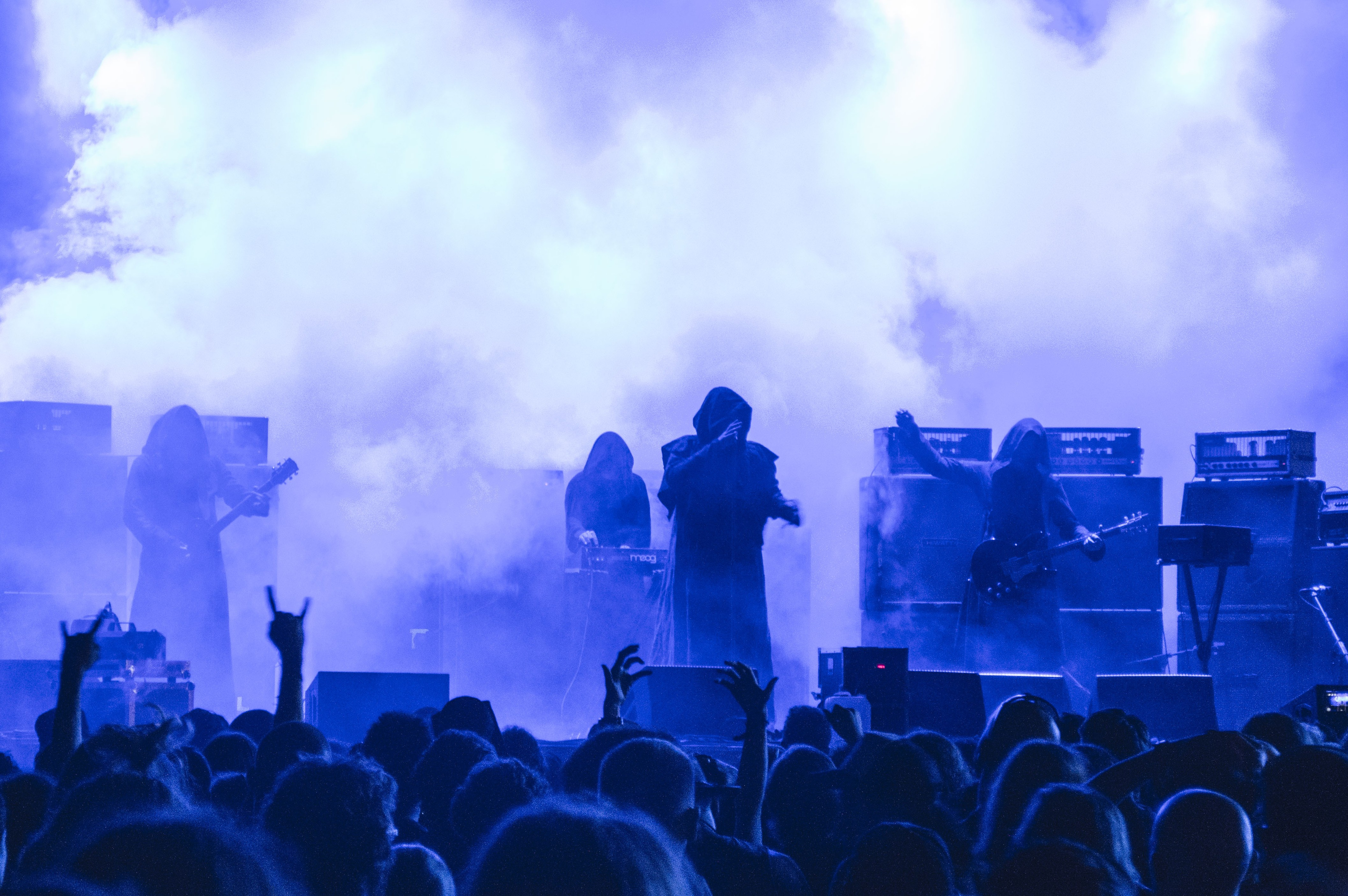
Sunn O))) beim Brutal Assault 2015

Sunn O))) spielt überwiegend Drone Doom. Vergleichsweise lange Stücke mit sehr langsamen Rhythmen und aufgebrochenen Takten, die mit tief brummenden Klängen gefüllt sind, entfalten ihre Wirkung eher auf atmosphärischer Ebene. Die Gitarren sind auf Standard A gestimmt.
Der Mayhem-Sänger Attila Csihar fungiert auf den Alben White 2, Monoliths & Dimensions und Kannon als Sänger und tritt auch live mit der Band auf. Daneben arbeiten Sunn O))) regelmäßig mit weiteren Gastmusikern zusammen, so u. a. mit Merzbow, Julian Cope, Oren Ambarchi und John Wiese. Außerdem wurde ihr Album ØØ Void von Nurse with Wound neu gemixt.

## Diskografie
Einige Veröffentlichungen, insbesondere Livemitschnitte und Sonderauflagen, wurden nur bei Konzerten der Band verkauft, Restexemplare wurden teilweise anschließend regulär vertrieben. Zusätzlich zu den hier aufgelisteten physischen Veröffentlichungen stellt die Band seit Mitte 2015 regelmäßig Livemitschnitte unterschiedlichen Datums in digitaler Form zum Kauf zur Verfügung.

### Studioalben
- 2000: ØØ Void (Hydra Head Records)
- 2002: Flight of the Behemoth (Southern Lord)
- 2003: White 1 (Southern Lord)
- 2004: White 2 (Southern Lord)
- 2005: Black One (Southern Lord)
- 2009: Monoliths & Dimensions (Southern Lord)
- 2015: Kannon (Southern Lord)
- 2019: Life Metal (Southern Lord)
- 2019: Pyroclasts (Southern Lord)

### Livealben
- 2004: The Libations of Samhain
- 2004: Live White (aRCHIVE; 500 Stück)
- 2005: Solstitium Fulminate (Southern Lord; als zweite CD einer auf 2000 Stück limitierten Black One-Special Edition)
- 2006: La Mort Noir (Southern Lord; 1000 Stück)
- 2008: Dømkirke
- 2011: Agharti Live 09-10 (Southern Lord; 1000 Stück)
- 2021: Metta, Benevolence BBC 6Music: Live on the Invitation of Mary Anne Hobbs[9]

### EPs
- 2003: Veils It White (Southern Lord)
- 2004: Cro-Monolithic Remixes for an Iron Age (Southern Lord)
- 2005: Candlewolf of the Golden Chalice (Anti-Mosh)
- 2007: Oracle (Southern Lord)
- 2023: Evil Chuck / Ron G. Warrior (Sub Pop Records)

### Demos
- 2000: The GrimmRobe Demos (HHNoise; limitiert auf 500 Stück; Wiederveröffentlichung 2005 auf Southern Lord)
- 2012: Rehearsal Demo Nov. 11 2011 (Southern Lord, limitiert auf 1500 Stück)
- 2014: La Reh 012 (Ideologic Organ/Southern Lord, limitiert auf 1500 Stück)

### Kooperationen
- 2006: AngelComa (Southern Lord; 500 Stück; Split mit Earth)
- 2006: Altar (Southern Lord; gemeinsam mit Boris)
- 2011: The Iron Soul of Nothing (Ideologic Organ; ØØ Void von Nurse with Wound neu gemixt)
- 2014: Terrestrials (Southern Lord; mit Ulver)
- 2014: Soused (4AD; Scott Walker + Sunn O))) )

### Singles
- 2015: Aokigahara/Jukai (Southern Lord, limitierte Flexidisc, ausschließlich in Verbindung mit der Kannon-LP erhältlich)